# Équipe de Corée du Sud de rugby à XV
L'équipe de Corée du Sud de rugby à XV, désignée comme équipe de Corée par World Rugby, est l'équipe qui représente la Corée du Sud dans les principales compétitions internationales de rugby à XV, sous l'égide de la Korea Rugby Union.
Les Coréens jouent en maillot blanc avec une bande rouge et une bande bleue, short noir, bas blanc avec une bande rouge et une bande bleue.
L'équipe est 36e du classement World Rugby depuis le 29 juin 2025.

## Palmarès
- Coupe du monde
  - 1987 : non invitée
  - 1991 : non qualifiée
  - 1995 : non qualifiée
  - 1999 : non qualifiée - repêchage 2
  - 2003 : non qualifiée - repêchage 2
  - 2007 : non qualifiée - repêchage 2
  - 2011 : non qualifiée

## Entraineurs
- Seo Chun-oh (hangul : 서천오) 2004
- Cho Sung-chul (hangul : ) (2005)
- Kim Do-hyun (hangul : 김도현) (2006)
- Song No-il (Avril 2006)
- Moon Young-chan (hangul : 문영찬) (2006-2007)
- Chung Hyung-suk & Seo Chun-oh (hangul : 서천오)  (novembre 2006 - 2007)
- Choi Chang-ryul (avril 2018 - )

## Performances
- Corée du Sud 45 - 34 Japon (le 13/10/2002 ; finale des Jeux asiatiques)
- Corée du Sud 135 - 3 Malaisie (le 20/9/1992 ; 13e du championnat asiatique)
- Corée du Sud 22 - 45 Tonga (le 15/4/1990 ; qualification pour la Coupe du monde de rugby zone Asie-Pacifique)
- Corée du Sud 7 - 74 Samoa (le 8/4/1990 ; qualification pour la Coupe du monde de rugby zone Asie-Pacifique)
- Australie 65 - 18 Corée du Sud (le 17/5/1987)